# Doigt
Pour les articles homonymes, voir Doigt (homonymie).
Cet article possède un paronyme, voir Doua.

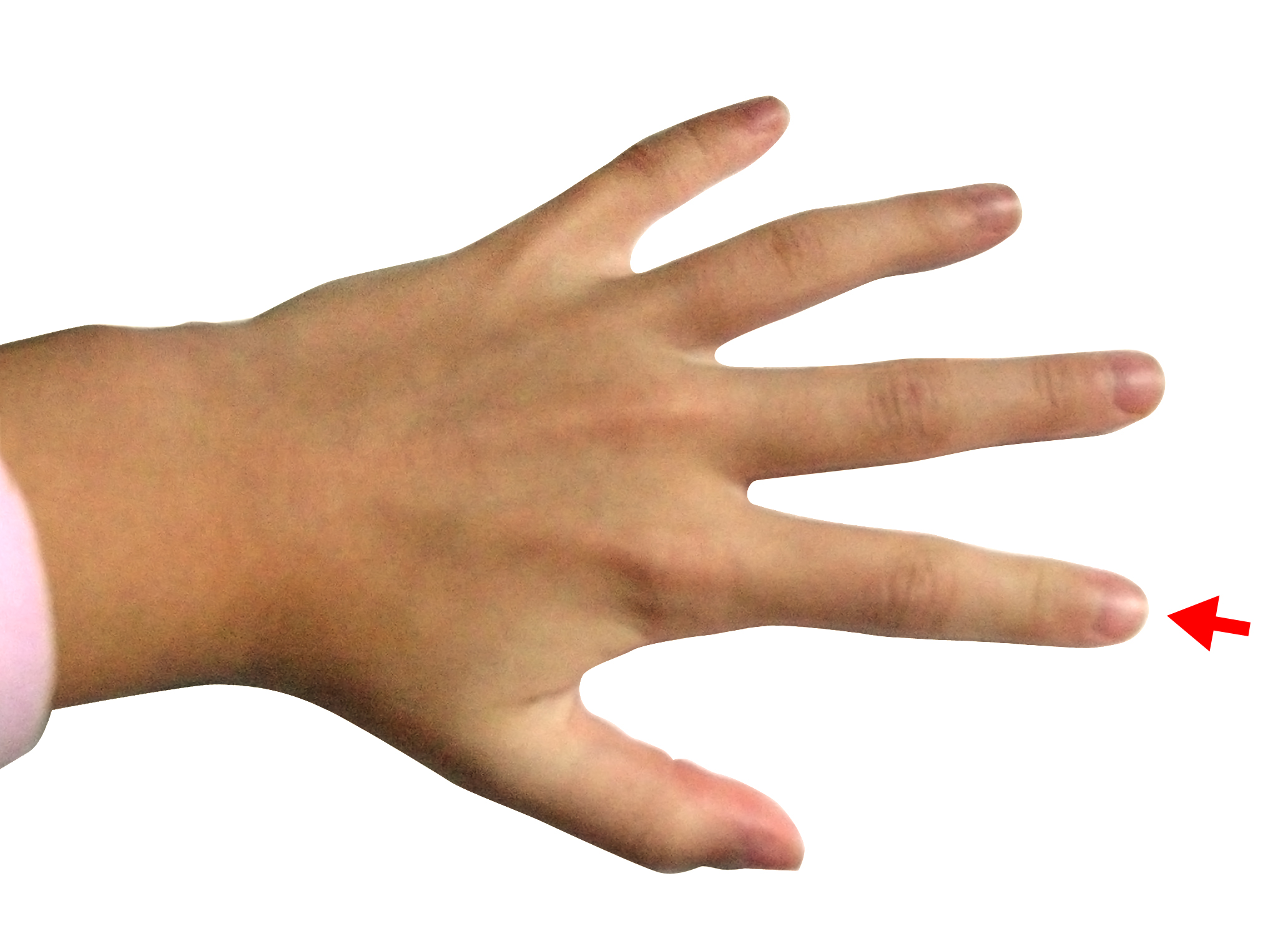
Index de la main gauche.

Les doigts (prononcé [dwa]) sont les extrémités articulées des mains de l'être humain et de certains animaux — l'expression courante « doigts de pied » désigne les orteils. La présence de doigts caractérise le clade des tétrapodes.

## Étymologie
Le substantif masculin, « doigt » est issu du latin vulgaire *ditus, lui-même issu du latin classique digitus,.

## Histoire évolutive

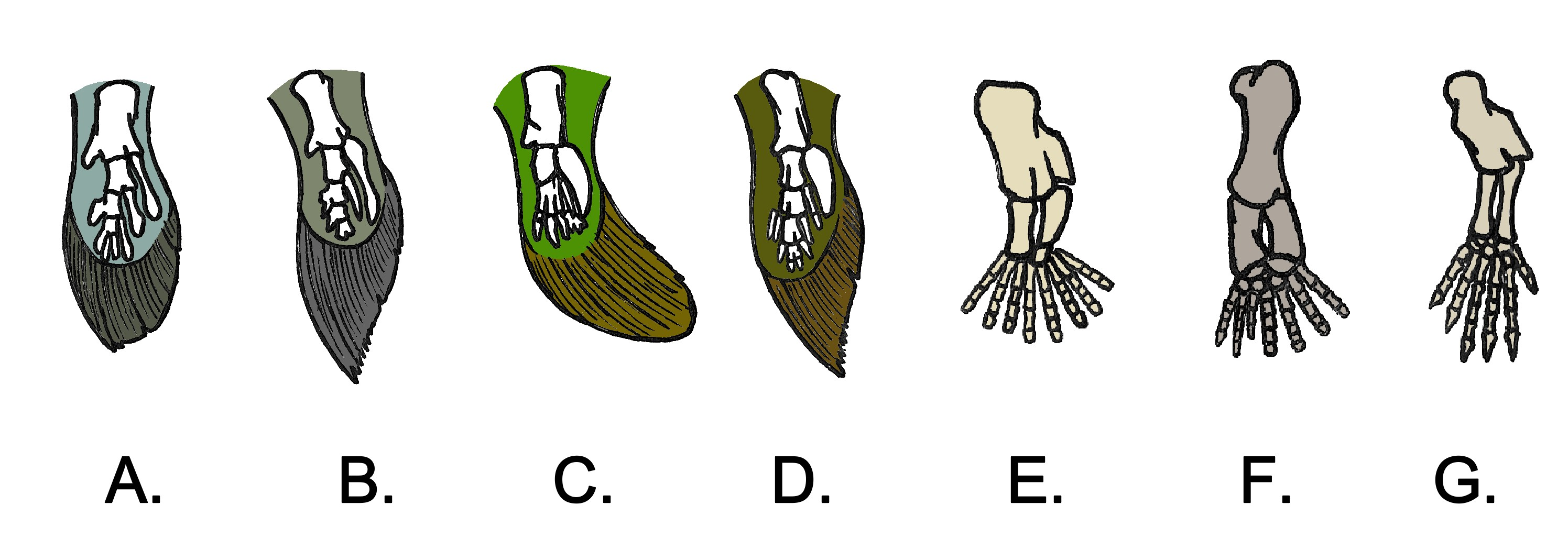
Évolution de la nageoire chez les sarcoptérygiens et du membre chiridien chez les tétrapodes : A. Eusthenopteron, B. Gogonasus, C. Panderichthys, D. Tiktaalik, E. Acanthostega, F. Ichthyostega, G. Tulerpeton.

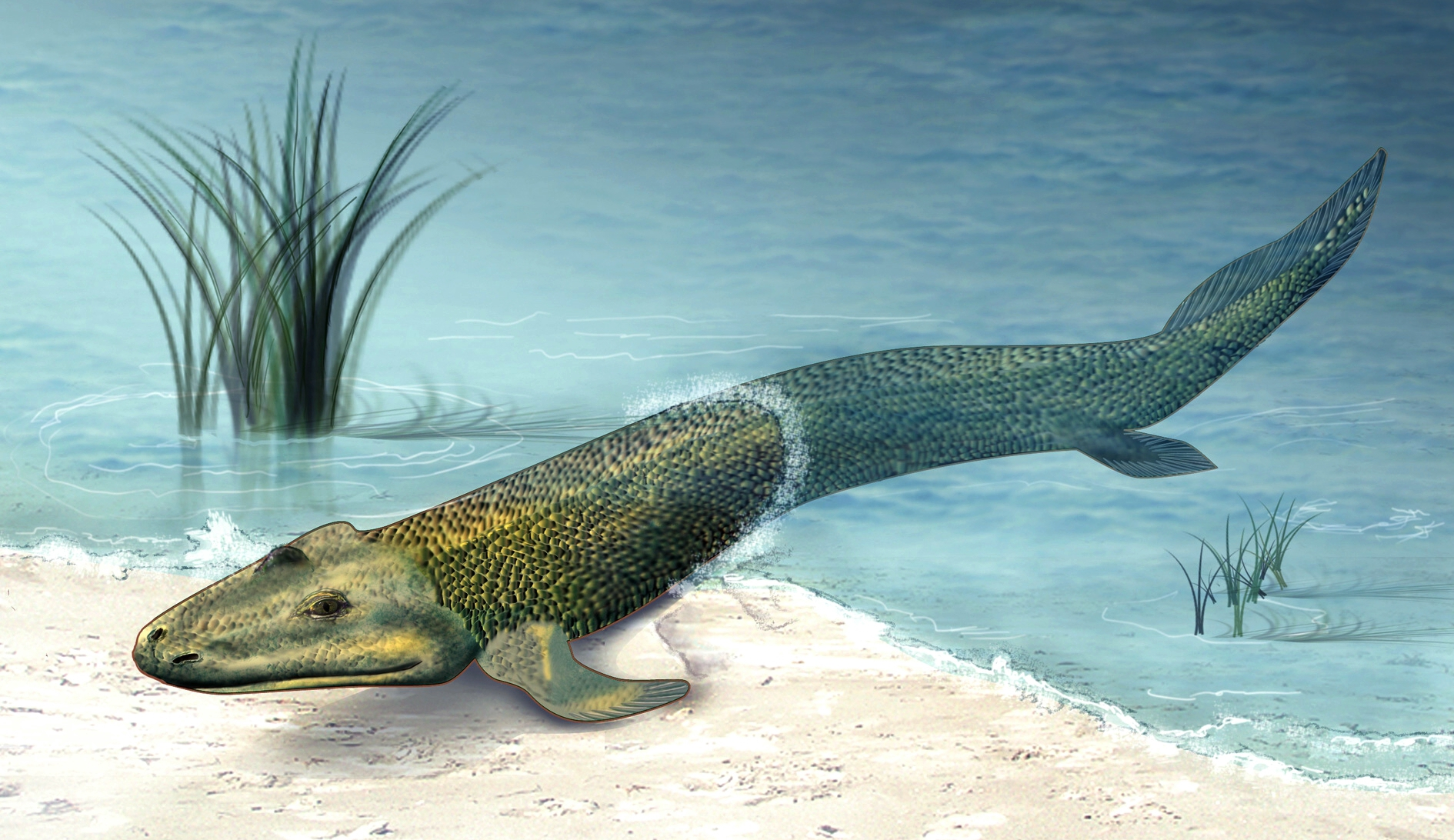
Tiktaalik roseae, vertébré à membre charnu sortant incomplètement des eaux. La nageoire pectorale possède un autopode endosquelettique bien développé, avec plusieurs séries d'os s'articulant distalement à l'ulna.

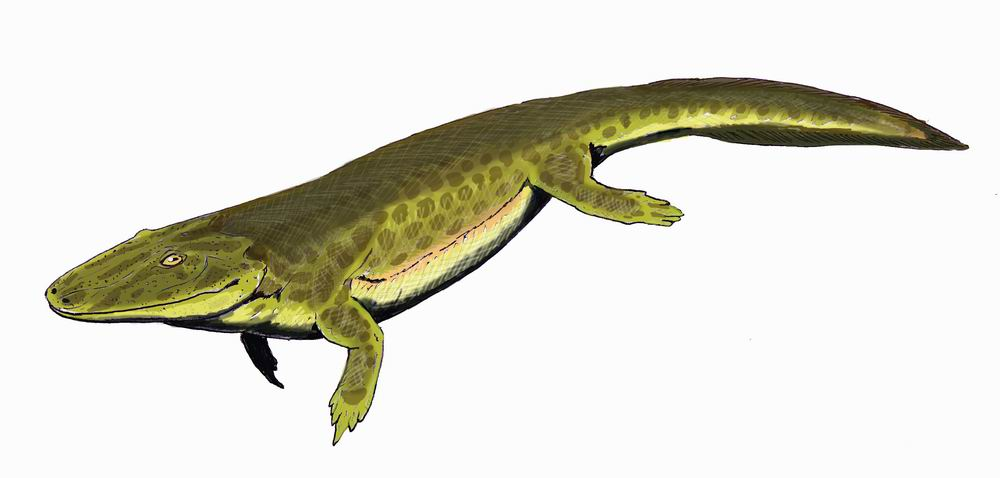
Tulerpeton est un tétrapode archaïque du Dévonien supérieur, qui possède six doigts à chacun de ses membres.

Dans les lacs et fleuves de la période dévonienne, il y a 360-408 millions d'années, les tétrapodes (par exemple Acanthostega) émergent des poissons et commencent la conquête de la terre ferme, en « inventant » la quadrupédie, mode de locomotion terrestre initial largement privilégié. Les membres des fossiles de tétrapodes aquatiques présentent une polydactylie à 8, 7, 6 ou doigts. Ces tétrapodomorphes perdent en effet les rayons dermiques de leurs nageoires lobées paires au profit de doigts armés de phalanges qui leur permettent de supporter leur poids en eau peu profonde ou pour de courts trajets sur terre. La morphologie et la disposition des os présents dans les nageoires pectorales auraient permis un support du poids du corps sur le substrat par l'augmentation de plans de flexibilité, « avec des mouvements possibles au niveau de la jonction humérus-radius/ulna et de la jonction radius/ulnare/intermedium-radiaux distaux ». « La terrestrialisation des tétrapodes, sans doute survenue seulement au Carbonifère inférieur, représente donc une exaptation à partir de structures permettant initialement une locomotion aquatique d’un type particulier ».

## Doigts humains
Les cinq doigts de la main sont :
- le pouce[6], essentiel à la préhension ;
- l'index[7], qui indique, pointe, montre ;
- le majeur[8] ou médius[9], le plus grand ;
- l'annulaire[10], qui dans certaines cultures porte l'anneau de mariage parce qu'il est relié au cœur par la Vena amoris ;
- l'auriculaire[11], le plus petit, qui est nommé en fonction de l'oreille (auris en latin).

Ils sont ordonnés, en numération romaine, de I à V à partir du pouce. En musique — piano, guitare, violon, etc. —, pour indiquer le doigté sur une partition, ils sont numérotés en chiffres arabes (1 à 5).
Un doigt est composé de trois phalanges, sauf le pouce et le gros orteil, qui n'en ont que deux. Il s'agit, en partant de la paume, de la phalange, la phalangine et de la phalangette.
C'est sur cette dernière que pousse l'ongle. Cette phalange est très innervée, ce qui donne une grande sensibilité au doigt, essentiellement au niveau de la pulpe — l'extrémité charnue du doigt — comprenant un grand nombre de récepteurs tactiles entre autres. Les ridules qui sont à l'origine de notre empreinte digitale jouent un rôle important d'amplification des sensations de grain et de texture dans l'exploration des objets que nous touchons. Quand la peau du bout du doigt caresse une surface, les ridules provoquent des micro-vibrations détectées par le système nerveux et interprétées par le cerveau (on a montré que c'était également possible avec une peau synthétique, qui amplifie les vibrations quand elle est couverte de fines rides).
Les jonctions entre les os du doigt sont nommées articulations interphalangiennes. Celles entre les doigts et la paume de la main sont nommées articulations métacarpo-phalangiennes.
Les cinq « doigts de pied » sont nommés orteils.

### Malformation des doigts
Plusieurs malformations, la plupart d'ordre génétique, peuvent se manifester lors de la formation des doigts :
- Clinodactylie : Angulation excessive d’un doigt dans le plan radio-ulnaire.
- Oligodactylie : Absence d'un ou plusieurs doigts.
  - Syndactylie : Fusion d'un ou plusieurs doigts.
  - Ectrodactylie : Absence de doigts résultant en la formation d'une « pince ».
- Polydactylie : Présence d'un ou plusieurs doigts supplémentaires.
- Triphalangie : Présence d'une troisième phalange du pouce.
  - Pentadactylie : Triphalangie où le pouce n'est pas opposable.

### Doigts fripés

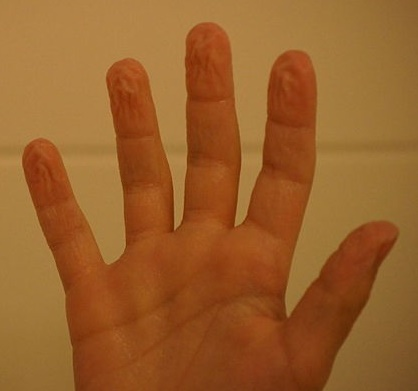
Doigts fripés.

Jusqu'en 2011, les scientifiques expliquaient le phénomène des doigts et des orteils qui se rident sous l’effet de l’eau par la réduction de l'imperméabilité de la couche cornée (tratum corneum) de l'épiderme. L'eau, traversant cette couche protectrice, pénètre dans les cornéocytes qui gonflent par réaction osmotique. Comme les jonctions intercellulaires qui lient les cellules de la couche cornée aux couches épidermiques plus profondes gardent leur volume, la couche externe se plisse ; la peau des mains et des pieds étant plus épaisse (1 mm), dix fois plus que la couche du ventre ou du dos, elle absorbe donc jusqu'à dix fois plus d'eau et, de ce fait, donne des plissements bien marqués et cet aspect parcheminé caractéristique.
Depuis longtemps, les chercheurs ont constaté que ces rides ne se forment pas sur des doigts qui, après avoir été sectionnés, ont été greffés, ce qui suggère l'intervention du système nerveux sympathique qui provoque, sous l’effet de l’eau, la vasoconstriction cutanée. Cette réaction a pour effet de réduire le volume de tissus de la couche dermique alors que celui de la couche épidermique, non vascularisé, reste constant, ce qui fait friper la peau.
À partir de cette explication nerveuse (et non plus osmotique), des biologistes évolutionnistes exposent une nouvelle théorie sur la fonction des rides qui apparaissent sur les mains et les pieds humectés. En 2011, ils suggèrent que ces plis forment un réseau de canaux divergents qui augmenteraient la préhension des objets mouillés et améliorerait l’adhérence des extrémités sur un support humide, ce qui aurait pu donner un avantage adaptatif aux ancêtres de l'homme pour récolter de la nourriture dans des cours d'eau ou des végétaux humides.
En 2013, une étude semble apporter la preuve empirique : des volontaires ayant les doigts fripés mettent en moyenne 12 % de temps en moins pour attraper des billes de verre et des plombs de pêche que ceux qui avaient les mains sèches avant. Cependant, une étude en 2014 ne parvient pas à reproduire ces résultats, rappelant les questions non résolues (comment expliquer que le phénomène de flétrissement se retrouve seulement chez les humains et les macaques ? Ou que ce phénomène se produit en présence d'eau froide, qu'il ne se produit pas lorsque l'apport de sang est coupé).

## Biologie
L'ordre de formation des doigts, lors du développement du fœtus est le suivant : annulaire, auriculaire, majeur, index et enfin pouce.
Le rapport longueur de l'index sur longueur de l'annulaire moyen est plus important chez la femme (0,947 contre 0,965).
Les doigts ne contiennent pas de muscles. Ils sont reliés par des tendons aux muscles intrinsèques de la main et extrinsèques (situés dans l'avant-bras et l'extrémité inférieure de l'humérus).

## Symbolique
- Croiser deux doigts (notamment l'index et le majeur) :
  - peut être destiné à porter chance. Je croise les doigts pour que tu y arrives.
  - rend un serment caduc et sans valeur.
- Lever le majeur (Doigt d'honneur) :
  - Connu depuis l'antiquité et très répandu dans les cultures occidentales, ce geste est considéré comme obscène.
  - En France et en Angleterre, on cite parfois une origine plus récente. Notamment pendant la Guerre de Cent Ans où les archers présentaient leurs deux doigts en signe de défi[23]. Cependant, cette origine est non prouvée et est aussi attribuée au signe V (l'index et le majeur levés, la paume de la main orientée vers soi) considéré en Angleterre comme obscène.
- Le pouce et le doigt ont été ou sont à de nombreux endroits du globe des unités de mesure (variables selon l'endroit ou l'époque).

## Gestuelle
La gestuelle des doigts et des mains constitue un véritable langage. Si beaucoup de gestes sont universels, leur signification par contre, est le plus souvent culturelle.
Une punition traditionnelle que l'on retrouve dans de nombreuses régions du monde (Europe, Asie, Afrique) consiste à frapper les doigts : le pouce, l'index et le majeur sont réunis et reçoivent les coups donnés par une règle, une baguette de bois souple ou un bambou. Ce type de punition était notamment utilisé en France et au Québec par les instituteurs dans la première moitié du XXe siècle.

## Expressions utilisant le mot doigt
- Les doigts dans le nez : facilement.
- Être à deux doigts de… : être très proche d'un résultat.
- Mettre le doigt dans l'engrenage : s'engager dans un processus ou une démarche qui présente des risques de dérive.
- Se mettre/fourrer le doigt dans l'œil (jusqu'au coude/à l'omoplate) : s'illusionner, se tromper complètement.
- Se faire taper sur les doigts : se faire réprimander.
- S'en mordre les doigts : regretter.
- Se rouler/tourner les pouces : ne rien faire.
- Savoir/connaître sur le bout des doigts/du doigt : connaître parfaitement.
- Toucher du doigt : s'approcher de la solution.
- À s'en lécher les doigts : se dit d'un mets que l'on trouve savoureux.
- Mettre le doigt dessus/sur : Se rendre compte d'un problème, d'une difficulté.
- Se sortir les doigts du cul (familier) : se mettre au travail.
- Montrer du doigt quelqu'un ou quelque chose : accuser.
- Le doigt de Dieu : désigne l'action divine (Bible, Exode 8:16–20).
- Avec doigté : avec tact ou avec adresse
- Mon petit doigt m'a/me dit… : mon intuition me dit que…
- Passer la bague au doigt : épouser quelqu'un.
- Filer entre les doigts : parvenir à s'échapper.
- Ne pas lever/remuer le [moindre] petit doigt : ne pas faire le moindre effort.
- Avoir l’argent qui brûle les doigts : être très dépensier.
- Comme les deux doigts de la main : qu'on ne peut imaginer l'un sans l'autre.
- Ne rien [savoir] faire de ses dix doigts : ne pas être dégourdi, débrouillard, ou être paresseux.
- Avoir des doigts de fées : être très habile pour un travail manuel.
- Mettre le doigt sur la plaie : toucher un point sensible (au sens figuré).
- Donner un coup de pouce : aider.
- Avoir les pouces verts : être habile dans le domaine du jardinage.
- Mettre le doigt entre l'arbre et l'écorce : se mêler d'un conflit extérieur.
- Pris le(s) doigt(s) dans la confiture : reconnu coupable d'un abus (par exemple : d'un abus de biens sociaux).